# GS美神 極樂大作戰！！
《GS美神 極樂大作戰！！》是椎名高志在小學館《週刊少年Sunday》的連載的日本漫畫作品，發表於1991年第30號至1999年第41號。2013年後來以新作短篇形式發表（後述）。連載時話數的單位是用「REPORT.○」。
連載當時副標題、封面、畫面及登場人物大多戲仿科幻類的漫畫、動畫及電影，當中還包括動畫、電影的名場面（含電影《魔鬼終結者2：審判日》等）。
動畫方面，1993年4月至1994年在朝日放送、朝日電視網播出同名電視動畫，但標題改名為《GS美神》（將「極樂大作戰！！」去除）。電視動畫播畢之後，1994年8月20日上映和電視動畫同名的電影動畫，東映發行。

## 劇情簡介
在妖魔橫行的世界，G.S.（Ghost Sweeper）也就是除靈師，是一個新興熱門的行業，嗜錢如命的女主角～美神令子則是該行業的佼佼者，而好色的男主角～橫島忠夫則是在該事務所打工的工讀生，此外、還有迷糊的打雜女幽靈小娟。
於是、三個人展開了驚險又刺激的除魔旅程。如果只是這樣子的漫畫、可是沒辦法連載了近十年的時間的，初期看起來是個很普通的故事，但是到了中期一個轉折，女主角的身世之謎，獨特的神魔世界觀，以及充滿特色的配角讓本作的架構發展得相當完整，按照少年漫畫的慣例，登場的人物會因為一次次的磨難而升級，同時、長得比較帥的角色也會成為戰友共同奮鬥，而且、對於壞人的角色也都將來龍去脈交代的相當清楚，讓他們死得瞑目！？
對於同類的除魔漫畫來說，本書很難得的有始有終，同時架構完整、劇情清楚，是難得的好作品。

## 人物簡介

### 美神令子除靈事務所
美神令子（聲：鶴弘美（日）；陳美貞（台）；劉惠雲（港））
本書女主角。20歲。有一襲紅色長髮、打扮時尚豔麗、穿著無肩帶的連衣裙且身材姣好的性感美女，但是貪財拜金、傲慢又自大，於東京開設了一間除靈事務所，藉由除靈收取大量的金錢。之後發現能藉由電流穿梭時間、改變過去。在捲入了神魔之間的紛爭後，因此解開自己的身世之謎。穿越未來看到自己嫁給橫島又一副幸福小女人模樣時非常惱火。
常遭橫島性騷擾，洗澡被偷看，奶子也常被橫島抓揉；雖然事後都會暴怒海扁橫島，但美神本人並不排斥這種充滿「情趣」的生活。
生日：1978年11月11日，血型：AB，身高：164cm，三圍：B90（D）W58 H90
武器：破魔符（消耗品）、神通棍、精靈石
前世：平安時代的魔族，由阿修羅士創造的女婢守徒歌菲斯特，與高島訂下契約，後愛上高島。
橫島忠夫（聲：堀川亮（日）；劉傑（台）；陳廷軒（港））
本書男主角。獨自一人租屋生活的貧窮好色高中生，實際上父母為在國外工作的有錢人，覬覦美神的美色，為了親近美神不惜以時薪日幣250元的低賤薪資在美神令子除靈事務所擔任助手，後來被小笠原安蜜色誘跳槽一小段時間，美神在小娟的抗議下加薪到日幣255元挖角橫島回來，之後被神族的小龍姬看出潛能加以鍛鍊，使得魔力與好色程度都大幅提昇，從搞笑角色變成有戰鬥力的人員。
想上美神，時常吃美神豆腐，該看該摸的一樣沒少過，可說是最了解美神肉體的人，但代價為被美神暴打一頓。極容易受非人類的異性愛慕，小娟為橫島的頭號粉絲，被西条輝彦吐槽：「大概會與魔族女幹部搭上。」
生日：1980年6月24日，血型：O型
武器：光榮之手、後期：文珠
前世：平安時代的陰陽師・高島，被阿修羅士所殺。
阿修羅士篇：跟阿修羅士的女婢露西歐拉發生戀情，為了救她離開阿修羅士的控制奮發修練，實力極速上升，更超越美神令子，成為打倒阿修羅士的希望。
小娟(青文譯為金奴)（聲：國府田麻理子（日）；王中璇（台）；張雪儀（港））
300年前被選為活祭品的迷糊女幽靈，死時15歲。在深山遊蕩抓交替時，被美神說服到事務所以時薪30日元擔任雜工，暗戀橫島，橫島跳槽時曾向美神抗議並強烈要求美神挖回橫島。中期的時候奇蹟的復活、並且喪失了當幽靈時的記憶。後來又因緣際會的恢復記憶重回幽靈身分。
目前就讀六道女學院靈能科一年B班。
血型：O型，身高：156cm，三圍：B78（A）W56 H80
武器：死靈笛、離魂
士郎（港譯：小白）
狼人族的女孩，曾拜橫島為師學習靈波刀
玉藻
九尾妖狐，被美神收服後住在事務所閣樓，平時都是以寵物的姿態賴在美神身邊。

### 小笠原安蜜除靈事務所
小笠原 安蜜(港譯小笠原 愛美)-富澤美智惠
生日：1978年8月5日，血型：B，身高：164cm，三圍：B90（D）W58 H92
武器：魔法陣、精靈石
美神生意上的死對頭，有著一身小麥色肌膚的性感美女，穿著跟美神一樣清涼火辣，橫島曾被其美貌色誘，擅長巫術和詛咒。喜歡彼得，有彼得出現的場合會當眾發春。後期主要冒險同伴之一。
老虎 寅吉
安蜜[愛美]的助手，害怕女人，喜歡安蜜，擅長幻術。
使用幻術時會化成老虎模樣，由於使用過度會對身邊女性性騷擾，故有「性騷擾之虎」的稱號。
橫島的同班同學。

### 唐巢神父的教會
唐巢 和宏-曾我部和恭
年齢45歳。美神與彼得的師父。原為基督教的神父，和美神的母親為好朋友。
名字來自於1973年的美國恐怖電影《大法師》的角色達米安·卡拉斯神父。
角色的原型、設定來自與作者同樣在小學館連載的漫畫家，《潮與虎》、《傀儡馬戲團》、《月光條例》等作品的作者藤田和日郎。
彼得-森川智之
全名皮特．杜雷．布拉度，吸血鬼布拉度之子，吸血鬼的混血兒。（父吸血鬼、母人類）實際年齡700歲。正義感強、音癡。後期主要冒險同伴之一。
武器：神聖之力與吸血鬼的能力同時使用（霧化、飛行……）

### 其他角色
美神美智惠
美神令子的母親，具時空轉移能力且法力跟技術都無與倫比的高超除靈師。
吾妻公彥
美神令子的父親。具心靈感應能力。
美神火芽
美神令子相差二十歲的妹妹。具發火能力。
六道 冥子-西原久美子
生日：1974年3月3日，血型：A，身高：162cm，三圍：B84（A）W56 H85
武器：十二位式神、精靈石
式神世家六道家第四十九代傳人，能操縱多達十二位的式神。個性相當愛哭，只要大哭所有式神就會失控暴衝。後期主要冒險同伴之一。
卡奧斯博士-千葉繁
「歐洲魔王」，擁有不死之身，活了一千年以上的天才鍊金術師，但因年紀問題記憶力衰退，簡單來說就是愈老愈胡塗。後期主要冒險同伴之一，本人沒有任何戰鬥力，都是叫瑪莉亞出戰。
瑪莉亞-山崎和佳奈
生日：1351年6月26日，身高：162cm，三圍：B100（F）W57 H95
卡奧斯博士製作的女機器人，身上裝置好幾種武器同時具飛行能力，武裝火力非常驚人。後期主要冒險同伴之一，代表卡奧斯博士出戰。
外傳中據聞經常臉帶笑容，但因某次事件而刪除…
伊達雪之丞
本是女蜴叉手下，後反目。能使用魔裝術。有戀母情結。
厄珍
買賣魔法道具「厄珍堂」老闆。
一文字魔理
小娟的好友，六道女學院靈能科一年Ｂ班
弓香織
小娟的好友，六道女學院靈能科一年Ｂ班。初期與一文字不合，後來兩人和解成為朋友。
西條輝彥
美神美智惠的徒弟，小時候如同令子的哥哥，也是令子的初戀對象，在國際公家除魔機構"ICPO超常犯罪課"擔任祕密特工人員。
魔鈴惠美
西條的魔女學妹。拿手於清除污穢與魔法料理。平日駕御魔法掃帚飛行。經營魔法咖啡屋。
橫島大樹
橫島忠夫之父，超級花花公子(但仍然是妻管嚴)。因工作能力強，被經理陷害派到新幾內亞挖礦，但在日本本公司內有眾多擁護者，附帶一提，肉體能力強悍，能徒手打倒惡靈。
橫島百合子
橫島忠夫之母，超級女強人(強到從非洲回來一踏入公司，公司股價就開始上漲，看一眼報表隨便更動一處就能創造30億營收)。目前隨橫島大樹一起住在新幾內亞。

### 神族

#### 妙神山
人間與神界的連接點之一。
小龍姬-山崎和佳奈
妙神山的管理者，開設了一間「妙神山修練場」，劍法極好，可使用神族技巧「超加速」。為神族在人間的代表。
武器：劍
左、右鬼門
妙神山入口的門神，平時頭與身體分離，以鬼臉的方式「長」在左右兩扇門上。
吉古弗烈德
華路布雷的弟弟。魔界軍情報士官，官拜少尉，在魔界屬主和派。為尋求和平之道而到妙神山訓練。
齊天大聖(港譯猿神)
齊天大聖孫悟空，小龍姬的師傅。隱居在妙神山的亞空間裡，能提高靈能力者的能力。
武器：金箍棒

#### 其他的神族
百目
小龍姬的好友，類似「千里眼」的神，除了看的既廣又遠又能看透過去之外，沒有別的能力。
武器：無

### 魔族
女蜴叉
港譯　母夜叉或美杜莎
本書首要反派角色，同時也是小龍姬多年來的死對頭，本是龍神。
死津喪比女
深植於地脈、以地脈作養分的花妖，三百年前被小娟以活祭品方式封印，後因美神誤將小娟與地脈分開而復活。
華路布雷
吉古弗烈德的姊姊，受委派化名春桐魔奈美到人界保護美神，官拜大尉，主和派。
阿修羅士
港譯　阿舍塔羅
本書的最終大頭目，魔界的魔王之一，想一舉顛覆神魔的既有角色，創造出新的宇宙。雖然身為魔頭，卻有著不想當壞人的悲哀。他創造了女婢守徒歌菲斯特，即是美神令子的前生。他的陰謀實行了超過一千年，卻一次又一次被美神令子與橫島忠夫的前世與今世破壞。
武器：宇宙處理装置、究極的魔体
露西歐拉
港譯　露絲雅
阿修羅士製造的魔族三姊妹之二，身型苗條的可愛美少女。原型是螢火蟲。由於當年女婢守徒歌菲斯特因愛情而叛變，因此創造三姊妹時只給予一年壽命，而且只要有戀情與性愛就會即時死亡。後來卻愛上了橫島，背叛阿修羅士，甘願喪失性命、付出一切也要一嘗有期限之戀愛。橫島深受感動，成為了橫島公認的女友。她卻發現橫島內心有美神令子的地位，苦惱不已。最後為救橫島性命而將自己的靈魂注入橫島體內，喪失性命。在美神的建議下，橫島從自己體內僅餘露西歐拉的靈魂碎片抽出，或許未來會投胎轉化為橫島的女兒。

## 出版書籍
單行本連載完結之後，於新裝版、豪華版、文庫本多次進行加筆及補充說明。2011年東日本大震災發生後，小學館出身的多位漫畫家（由細野不二彥發起）組成「Heroes' Comeback」，而該作品的角色也在復興支援活動中參與。2013年在《週刊少年Sunday》13號、14號復活，以短篇方式分前篇與後篇發表。內容為椎名的別部作品《星乃湯的外星王子》出場的星龍鬥和《日本王 MISTER JIPANGU》出場的織田信長、明智光秀跨部和《GS美神》的3位主角美神、橫島、小絹共演。

#### 單行本
| 冊數 | 小學館         | 小學館             |
| 冊數 | !發行日期      | ISBN               |
| ---- | -------------- | ------------------ |
| 1    | 1992年3月18日  | ISBN 4-09-123031-8 |
| 2    | 1992年5月18日  | ISBN 4-09-123032-6 |
| 3    | 1992年7月17日  | ISBN 4-09-123033-4 |
| 4    | 1992年9月18日  | ISBN 4-09-123034-2 |
| 5    | 1992年12月12日 | ISBN 4-09-123035-0 |
| 6    | 1993年3月18日  | ISBN 4-09-123036-9 |
| 7    | 1993年5月18日  | ISBN 4-09-123037-7 |
| 8    | 1993年7月17日  | ISBN 4-09-123038-5 |
| 9    | 1993年10月18日 | ISBN 4-09-123039-3 |
| 10   | 1993年12月11日 | ISBN 4-09-123040-7 |
| 11   | 1994年3月18日  | ISBN 4-09-123321-X |
| 12   | 1994年5月18日  | ISBN 4-09-123322-8 |
| 13   | 1994年7月18日  | ISBN 4-09-123323-6 |
| 14   | 1994年11月19日 | ISBN 4-09-123324-4 |
| 15   | 1995年1月18日  | ISBN 4-09-123325-2 |
| 16   | 1995年3月18日  | ISBN 4-09-123326-0 |
| 17   | 1995年5月18日  | ISBN 4-09-123327-9 |
| 18   | 1995年7月18日  | ISBN 4-09-123328-7 |
| 19   | 1995年10月18日 | ISBN 4-09-123329-5 |
| 20   | 1996年1月18日  | ISBN 4-09-123330-9 |
| 21   | 1996年4月18日  | ISBN 4-09-125001-7 |
| 22   | 1996年7月18日  | ISBN 4-09-125002-5 |
| 23   | 1996年9月18日  | ISBN 4-09-125003-3 |
| 24   | 199年11月18日  | ISBN 4-09-125004-1 |
| 25   | 1997年1月18日  | ISBN 4-09-125005-X |
| 26   | 1997年4月18日  | ISBN 4-09-125006-8 |
| 27   | 1997年7月18日  | ISBN 4-09-125007-6 |
| 28   | 1997年10月18日 | ISBN 4-09-125008-4 |
| 29   | 1998年1月17日  | ISBN 4-09-125009-2 |
| 30   | 1998年3月18日  | ISBN 4-09-125010-6 |
| 31   | 1998年6月18日  | ISBN 4-09-125431-4 |
| 32   | 1998年8月8日   | ISBN 4-09-125432-2 |
| 33   | 1998年10月17日 | ISBN 4-09-125433-0 |
| 34   | 1999年1月18日  | ISBN 4-09-125434-9 |
| 35   | 1999年3月18日  | ISBN 4-09-125435-7 |
| 36   | 199年5月18日   | ISBN 4-09-125436-5 |
| 37   | 1997年7月17日  | ISBN 4-09-125437-3 |
| 38   | 1999年9月18日  | ISBN 4-09-125438-1 |
| 39   | 1999年11月18日 | ISBN 4-09-125439-X |

#### 新裝版
| 冊數 | 小學館         | 小學館                 |
| 冊數 | !發行日期      | ISBN                   |
| ---- | -------------- | ---------------------- |
| 1    | 2006年6月16日  | ISBN 4-09-120454-6     |
| 2    | 2006年6月16日  | ISBN 4-09-120455-4     |
| 3    | 2006年7月18日  | ISBN 4-09-120456-2     |
| 4    | 2006年7月18日  | ISBN 4-09-120457-0     |
| 5    | 2006年8月11日  | ISBN 4-09-120458-9     |
| 6    | 2006年8月11日  | ISBN 4-09-120459-7     |
| 7    | 2006年9月16日  | ISBN 4-09-120460-0     |
| 8    | 2006年9月16日  | ISBN 4-09-120479-1     |
| 9    | 2006年10月18日 | ISBN 4-09-120480-5     |
| 10   | 2006年10月18日 | ISBN 4-09-120489-9     |
| 11   | 2006年11月18日 | ISBN 4-09-120490-2     |
| 12   | 2006年11月18日 | ISBN 4-09-120504-6     |
| 13   | 2006年12月18日 | ISBN 4-09-120505-4     |
| 14   | 2006年12月18日 | ISBN 4-09-120506-2     |
| 15   | 2007年1月18日  | ISBN 978-4-09-120507-0 |
| 16   | 2007年1月18日  | ISBN 978-4-09-120508-7 |
| 17   | 2007年2月16日  | ISBN 978-4-09-120509-4 |
| 18   | 2007年2月16日  | ISBN 978-4-09-120510-0 |
| 19   | 2007年3月16日  | ISBN 978-4-09-120513-1 |
| 20   | 2007年3月16日  | ISBN 978-4-09-120514-8 |

#### 文庫版
| 冊數 | 小學館         | 小學館                 |
| 冊數 | !發行日期      | ISBN                   |
| ---- | -------------- | ---------------------- |
| 1    | 2016年8月16日  | ISBN 978-4-09-193180-1 |
| 2    | 2016年9月15日  | ISBN 978-4-09-193199-3 |
| 3    | 2016年10月14日 | ISBN 978-4-09-193200-6 |
| 4    | 2016年11月15日 | ISBN 978-4-09-193204-4 |
| 5    | 2016年12月15日 | ISBN 978-4-09-193205-1 |
| 6    | 2017年1月13日  | ISBN 978-4-09-193206-8 |
| 7    | 2017年2月15日  | ISBN 978-4-09-193207-5 |
| 8    | 2017年3月15日  | ISBN 978-4-09-193208-2 |
| 9    | 2017年4月14日  | ISBN 978-4-09-193209-9 |
| 10   | 2017年5月12日  | ISBN 978-4-09-193210-5 |
| 11   | 2017年6月15日  | ISBN 978-4-09-193213-6 |
| 12   | 2017年7月14日  | ISBN 978-4-09-193214-3 |
| 13   | 2017年8月10日  | ISBN 978-4-09-193243-3 |
| 14   | 2017年9月15日  | ISBN 978-4-09-193244-0 |
| 15   | 2017年10月13日 | ISBN 978-4-09-193245-7 |
| 16   | 2017年11月15日 | ISBN 978-4-09-193246-4 |
| 17   | 2017年12月15日 | ISBN 978-4-09-193247-1 |
| 18   | 2018年1月12日  | ISBN 978-4-09-193248-8 |
| 19   | 2018年2月15日  | ISBN 978-4-09-193249-5 |
| 20   | 2018年3月15日  | ISBN 978-4-09-193250-1 |
| 21   | 2018年4月13日  | ISBN 978-4-09-193299-0 |
| 22   | 2018年5月15日  | ISBN 978-4-09-193300-3 |
| 23   | 2018年6月15日  | ISBN 978-4-09-193318-8 |

### 其他書籍
小說
全3冊，內容為電影動畫的小說化。作者皆為松井亞彌。
- 《GS美神極樂大作戰!! Vol.1 水迷宮的少女!! 前篇》（小學館〈Super Quest文庫（日语：スーパークエスト文庫）〉）1993年12月20日、ISBN 4-09-440151-2
- 《GS美神極樂大作戰!! Vol.2 水迷宮的少女!! 後篇》（小學館〈Super Quest文庫〉）1994年2月20日、ISBN 4-09-440152-0

後來在2008年5月20日由GAGAGA文庫將前篇、後篇合併再收錄且復刊。但是，後篇沒有收錄全彩插圖。
- 《GS美神極樂大作戰!! Vol.3 信長的野望!!》（小學館〈Super Quest文庫〉）1994年8月、ISBN 4-09-440153-9

Film Comic
- 椎名高志 原作《GS美神①》（小學館SSC視覺精選） 1994年2月、ISBN 4-09-121875-X
- 椎名高志 原作《GS美神②》（小學館SSC視覺精選）1994年3月、ISBN 4-09-121876-8
- 椎名高志 原作《電影 GS美神極樂大作戰!!》（小學館SSC視覺精選）1994年9月、ISBN 4-09-121877-6

## 電視動畫
1993年4月11日至1994年3月6日在朝日放送、朝日電視網的星期日早上8時30分－9時00分時段首播，動畫由東映動畫製作，全45話。
配音陣容方面。主角美神令子、橫島忠夫、小絹依序分別由鶴弘美、堀川亮、國府田麻理子獻聲。旁白由青野武配音。相反的是，當初小絹指定由西原久美子擔任、六道冥子由國府田麻理子擔任，千葉繁負責旁白（見鬼娃娃）。但在擔任導演和劇本總監的梅澤淳稔的反對下，才決定正式播出時的配音陣容，而六道冥子改由西原久美子配音、千葉繁則飾演卡歐斯博士。
與原作不同的地方是美神除靈事務的所在地一開始就設定在一軒屋（原作的初期設定是位於5樓的一般商業大樓，後來才轉移至一軒屋），基本上大致和原作相同。還有，美神的住所是在她的除靈事務所（原作的初期設定在高級公寓）。
當初預定播出時間為1年，在收視率創下18%的最高記錄下，製作人員開始討論是否繼續製作。不過由於周邊商品的銷售量不佳，因此依照原本預定的播出時間內播畢。
這是朝日電視台自1984年10月7日該動畫時段開始最後一部以男子為主要觀眾群的動畫，以後至今超過20年動畫都是女子取向。

### 製作人員
- 製作人：平尾知也（ABC）、龜山泰夫（ASATSU）、籏野義文（日语：籏野義文）、關弘美（日语：関弘美）（東映動畫）
- 原作：椎名高志（小學館《週刊少年Sunday》刊）
- 系列導演：梅澤淳稔
- 劇本統籌：松井亞彌
- 音樂：佐橋俊彥
- 製作擔當：藤本芳弘
- 美術設計：浦田又治
- 人物設定：青山充（日语：青山充）
- 剪輯：花井正明
- 影片剪輯：片桐公一
- 錄音：川崎公敬
- 錄音助手：武田義彥
- 音響効果：石野貴久（E&M（日语：E&Mプランニングセンター））
- 錄音工作室：TAVAC（日语：タバック）
- 選曲：芽原萬起子（Swara Pro（日语：スワラ・プロ））
- 動畫製作：東映動畫（工作人員沒有記載，與製作一起記載）
- 製作：ABC、ASATSU、東映

### 主題歌
片頭曲「GHOST SWEEPER」
作詞 ：有森聰美，作曲 ：大森俊之，編曲 ：岩本正樹，主唱：原田千榮
片尾曲「BELIEVE ME」
作詞 ：有森聰美，作曲 ：西岡治彥，編曲 ：岩本正樹，主唱：小坂由美子

### 各話列表
| 話數 | 首播日期       | 日文標題 | 編劇     | 演出     | 作畫監督   | 美術     | 原作對應                                                  |
| ---- | -------------- | -------- | -------- | -------- | ---------- | -------- | --------------------------------------------------------- |
| 1    | 1993年 4月11日 |          | 松井亞彌 | 梅澤淳稔 | 青山充     | 浦田又治 | 第1卷「美神驅魔公司出馬記!!」 第1卷「辦公室驅魔記!!」     |
| 2    | 4月18日        |          | 松井亞彌 | 川田武範 | 橫山健次   | 襟立智子 | 第1卷「魔高一丈!!」                                       |
| 3    | 4月25日        |          | 岸間信明 | 矢部秋則 | 入好悟     | 伊藤岩光 | 第1卷「中了詛咒的娃娃帝國!!」                             |
| 4    | 5月2日         |          | 野呂昌史 | 山田徹   | 菊池城二   | 塩崎廣光 | 第1卷「太空驅魔記!!」                                     |
| 5    | 5月9日         |          | 網谷正治 | 岡佳廣   | 河野宏之   |          | 第2卷「狗臉的歲月!!」                                     |
| 6    | 5月16日        |          | 松井亞彌 | 志水淳兒 | 內山正幸   | 伊藤岩光 | 第2卷「驅魔清道伕，六道冥子登場!!」                       |
| 7    | 5月23日        |          | 岸間信明 | 設樂博   | 青山充     | 塩崎廣光 | 第2卷「卡歐斯博士的挑戰!!」                               |
| 8    | 5月30日        |          | 松井亞彌 | 川田武範 | 玉川達文   | 襟立智子 | 第2卷「愛在時光倒流裡!!」                                 |
| 9    | 6月6日         |          | 松井亞彌 | 矢部秋則 | 川村敏江   | 浦田又治 | 第2卷「愛在時光倒流裡!!」                                 |
| 10   | 6月13日        |          | 野呂昌史 | 梅澤淳稔 | 橫山健次   | 塩崎廣光 | 第2卷「尋找魔神記...!!」                                  |
| 11   | 6月20日        |          | 網谷正治 | 山田徹   | 入好悟     |          | 第3卷「前往幽靈列車!!」                                   |
| 12   | 6月27日        |          | 岸間信明 | 岡佳廣   | 菊池城二   | 襟立智子 | 第2卷「販賣超能力!!」                                     |
| 13   | 7月4日         |          | 松井亞彌 | 梅澤淳稔 | 河野宏之   | 塩崎廣光 | 第3卷「人要往高處爬!!」                                   |
| 14   | 7月11日        |          | 野呂昌史 | 川田武範 | 內山正幸   | 伊藤岩光 | 第5卷「留住夏天!!」                                       |
| 15   | 7月18日        |          | 松井亞彌 | 矢部秋則 | 青山充     |          | 第3卷「極樂愚連隊西方行!!」                               |
| 16   | 7月25日        |          | 松井亞彌 | 山田徹   | 加加美高浩 | 藤田勉   | 第3卷「極樂愚連隊西方行!!」                               |
| 17   | 8月1日         |          | 岸間信明 | 設樂博   | 橫山健次   | 襟立智子 | 第1卷「來自海洋的使者!!」                                 |
| 18   | 8月15日        |          | 網谷正治 | 岡佳廣   | 入好悟     | 伊藤岩光 | 第3卷「縮小了的美神!!」                                   |
| 19   | 8月22日        |          | 野呂昌史 | 梅澤淳稔 | 菊池城二   | 襟立智子 | 第1卷「追擊鬼怪潛水艇!!」                                 |
| 20   | 8月29日        |          | 松井亞彌 | 川田武範 | 河野宏之   |          | 第6卷「網球驅魔記!!」                                     |
| 21   | 9月5日         |          | 松井亞彌 | 山田徹   | 川村敏江   | 伊藤岩光 | 第5卷「決戰遊樂園!!」                                     |
| 22   | 9月12日        |          | 松井亞彌 | 矢部秋則 | 林委千夫   | 藤田勉   | 第5卷「決戰遊樂園!!」                                     |
| 23   | 9月19日        |          | 松井亞彌 | 松原明德 | 青山充     | 襟立智子 | 第4卷「通往龍的道路!!」                                   |
| 24   | 9月26日        |          | 松井亞彌 | 梅澤淳稔 | 內山正幸   | 塩崎廣光 | 第4卷「通往龍的道路!!」                                   |
| 25   | 10月3日        |          | 岸間信明 | 川田武範 | 加加美高浩 | 襟立智子 | 第5卷「魔女聚會!!」                                       |
| 26   | 10月10日       |          | 松井亞彌 | 山田徹   | 橫山健次   |          | 第2卷「電腦世界的致命一擊!!」                             |
| 27   | 10月17日       |          | 野呂昌史 | 岡佳廣   | 入好悟     | 襟立智子 | 第6卷「發條機械停不了的愛!!                               |
| 28   | 10月24日       |          | 岸間信明 | 志水淳兒 | 菊池城二   | 鹽崎廣光 | 第7卷「龍之王子!!」                                       |
| 29   | 10月31日       |          | 岸間信明 | 矢部秋則 | 河野宏之   | 襟立智子 | 第7卷「龍之王子!!」                                       |
| 30   | 11月14日       |          | 網谷正治 | 梅澤淳稔 | 川村敏江   |          | 第3卷「燃燒之劍!!」                                       |
| 31   | 11月21日       |          | 松井亞彌 | 川田武範 | 青山充     | 塩崎廣光 | 第5卷「飛天掃帚!!」                                       |
| 32   | 11月28日       |          | 野呂昌史 | 山田徹   | 內山正幸   |          | 第4卷「求婚大作戰!!」                                     |
| 33   | 12月5日        |          | 岸間信明 | 岡佳廣   | 河野宏之   | 襟立智子 | 第4卷「模特兒的呼喚!!」                                   |
| 34   | 12月12日       |          | 野呂昌史 | 梅澤淳稔 | 佐藤道雄   |          | 第4卷「漂流教室!!」                                       |
| 35   | 12月19日       |          | 岸間信明 | 山吉康夫 | 青山充     | 伊藤岩光 | 第7卷「聖誕老人來了!!」                                   |
| 36   | 12月26日       |          | 松井亞彌 | 松原明德 | 川村敏江   | 塩崎廣光 | 第4卷「和幽靈小絹的約會!!」 第3卷「送給小絹的聖誕禮物!!」 |
| 37   | 1994年 1月9日  |          | 岸間信明 | 山田徹   | 加加美高浩 | 襟立智子 | 第7卷「過新年作戰!!」                                     |
| 38   | 1月16日        |          | 網谷正治 | 岡佳廣   | 河野宏之   |          | 第8卷「準考生藍調!!」                                     |
| 39   | 1月23日        |          | 野呂昌史 | 梅澤淳稔 | 青山充     | 襟立智子 | 第8卷「鋼鐵姊妹!!」                                       |
| 40   | 1月30日        |          | 野呂昌史 | 矢部秋則 | 佐藤道雄   | 塩崎廣光 | 第8卷「鋼鐵姊妹!!」                                       |
| 41   | 2月6日         |          | 岸間信明 | 岩井隆央 | 川村敏江   |          | 第8卷「雪之女王!!」                                       |
| 42   | 2月13日        |          | 吉田十德 | 山吉康夫 | 內山正幸   | 塩崎廣光 | 第8卷「巧克力人1號!!」 第7卷「青春發薪日!!」              |
| 43   | 2月20日        |          | 岸間信明 | 山田徹   | 加加美高浩 | 井出智子 | 第6卷「前往夢中!!」                                       |
| 44   | 2月27日        |          | 岸間信明 | 岡佳廣   | 河野宏之   |          | 第6卷「前往夢中!!」                                       |
| 45   | 3月6日         |          | 野呂昌史 | 梅澤淳稔 | 青山充     | 塩崎廣光 | 第9巻「電影萬歲!!」                                       |

### 音樂CD
全部由King Records發行。

#### 主題曲
| 發行日期      | 標題          | 規格編號 |
| ------------- | ------------- | -------- |
| 1993年4月30日 | GHOST SWEEPER | KIDA-56  |
| 1993年5月21日 | BELIEVE ME    | KIDA-60  |
| 1994年8月5日  | My Jolly Days | KIDA-85  |

#### 角色歌曲
所有歌曲都以「GS美神 美麗的逃亡者系列」發行。曾創下1994年3月度的2萬張最高銷售記錄。其中，小絹的聲優國府田麻理子的『V』（「悲DESTINY」）更創下高達2萬8000張的銷售記錄。
| 發行日期      | 標題                                       | 規格編號 |
| ------------- | ------------------------------------------ | -------- |
| 1994年1月21日 | GS美神 美麗的逃亡者系列.I－REIKO MIKAMI    | KIDA-73  |
| 1994年1月21日 | GS美神 美麗的逃亡者系列.II－MEIKO ROKUDO   | KIDA-74  |
| 1994年1月21日 | GS美神 美麗的逃亡者系列.III－EMI OGASAWARA | KIDA-75  |
| 1994年1月21日 | GS美神 美麗的逃亡者系列.IV－SHORYUKI       | KIDA-76  |
| 1994年1月21日 | GS美神 美麗的逃亡者系列.V－OKINU           | KIDA-77  |

#### 原聲CD
| 發行日期      | 標題                       | 規格編號 |
| ------------- | -------------------------- | -------- |
| 1993年7月21日 | GS美神 極楽音樂大作戰!!    | KICA-155 |
| 1993年11月3日 | GS美神 極樂音樂大作戰!! II | KICA-167 |

#### Off Vocal專輯
| 發行日期                              | 標題                  | 規格編號 |
| ------------------------------------- | --------------------- | -------- |
| 1995年7月21日 2005年1月26日（再發盤） | GS美神 Gorgeous Songs | KICA-252 |

## 電影動畫
標題與電視動畫版相同。製作人員、配音員均沿用電視動畫版的陣容。
- 配給：東映
- 首映時間：1994年8月20日／東映動畫特輯
- 同時上映：『亂馬½ 超無差別決戰！亂馬隊VS傳說的鳳凰』『家有賤狗 原始家有賤狗』
- 上映時間：60分鐘／彩色
- 片頭主題曲：原田千榮「GHOST SWEEPER」
- 片尾主題曲：奥井雅美「My Jolly Days」
- 插入歌：奥井雅美「BEATS the BAND」

### 劇情簡介
故事內容描寫於戰國時代戰死的織田信長因執念而轉化成地上最強的吸血鬼在東京現身，並向美神等人宣戰。

### 配音員（電影動畫）
- 明智光秀：青野武
- 森蘭丸：古川登志夫
- 織田信長：納谷悟朗

### 製作人員
- 原作：椎名高志（小學館〈少年Sunday Comics〉刊）
- 製作：高岩淡（日语：高岩淡）、泊懋
- 企劃：關弘美
- 腳本：松井亞彌
- 音樂：佐橋俊彥
- 製作擔當：藤本芳弘
- 美術監督：窪田忠雄（日语：窪田忠雄）
- 作畫監督：青山充
- 導演：梅澤淳稔
- 製作：小學館、旭通信社、東映動畫MISTER JIPANGU

### 備考
劇情內容為電影動畫原創（後來在小說版收錄）。另外，該部電影動畫登場的3位主要角色後來也在椎名的另一部連載《日本王 MISTER JIPANGU》登場，但是造型、個性與電影動畫的設定不一樣。

## 影碟版本
VHS版
收錄內容為全11卷的電視動畫加全1部的劇場版。還有，每一卷均收錄4話（僅第11巻收錄5話）。
DVD版
2005年1月26日由King Records第一次以DVD-BOX的形式發行。
2009年1月21日至同年3月21日以單品版形式發行。全8卷，第1卷至第4卷各收錄6話，第5卷之後以降各收錄5話。以1到2、3到5、6到8的批次陸續發行。
2016年9月14日，發行電影動畫的數位修復版，由東映動畫發行。
藍光版
2016年8月24日由Frontier Works發行。並附贈Liner notes和作者椎名親筆繪製的迷你簽名板。

## 廣播劇

### 內容
全部由King Records發行。為紀念電影動畫版的上映，於聲優林原惠主持的個人廣播節目「林原惠的東京不羈夜」單元「熱血電波俱樂部」播出。

### 全話列表

#### 被囚禁的小絹
| 話數  | 播出日期      | 副標題 |
| ----- | ------------- | ------ |
| ACT.1 | 1994年7月17日 |        |
| ACT.2 | 1994年7月24日 |        |
| ACT.3 | 1994年8月7日  |        |
| ACT.4 | 1994年8月14日 |        |

#### 穿越時空的愛…
| 話數  | 播出日期      | 副標題 |
| ----- | ------------- | ------ |
| ACT.1 | 1995年1月22日 |        |
| ACT.2 | 1995年1月29日 |        |
| ACT.3 | 1995年2月26日 |        |
| ACT.4 | 1995年3月5日  |        |

#### 追逐那顆白球!!
| 話數  | 播出日期      | 副標題 |
| ----- | ------------- | ------ |
| ACT.1 | 1995年6月18日 |        |
| ACT.2 | 1995年6月25日 |        |
| ACT.3 | 1995年9月10日 |        |
| ACT.4 | 1995年9月17日 |        |

#### 東京怪獸大戰爭
| 話數  | 播出日期       | 副標題 |
| ----- | -------------- | ------ |
| ACT.1 | 1995年11月5日  |        |
| ACT.2 | 1995年11月12日 |        |
| ACT.3 | 1995年12月10日 |        |
| ACT.4 | 1995年12月17日 |        |

### CD列表
| 發行日期       | 標題                                | 規格編號 |
| -------------- | ----------------------------------- | -------- |
| 1994年8月24日  | GS美神 極樂大作戰!!（被囚禁的小絹） | KICA-211 |
| 1995年4月21日  | GS美神 REPORT.1 穿越時空的愛…       | KICA-239 |
| 1995年9月21日  | GS美神 REPORT.2 追逐那顆白球        | KICA-262 |
| 1995年12月21日 | GS美神 REPORT.3 東京怪獸大戰爭      | KICA-280 |

## 遊戲
- 『美神 除師』（對應機種：Super Famicom，1993年9月23日發行）
- 『美神』（對應機種：PC Engine SUPER CD-ROM2，1994年7月29日發行，販售公司：萬普）

## 獎項
- 第38回小學館漫畫賞少年向部門。

## 腳註
1. 台灣青文出版社中文版漫畫單行本有藍背舊版及紅背新版兩種，藍背舊版使用的譯名是《美神 極樂大作戰！！》。
2. ↑  . Comic Natalie.   [2015-07-10]. （原始内容存档于2020-04-03） （日语）.
3. ↑  來自動畫錄影帶第2巻收錄的製作人員對談。
4. ↑  標題及故事內容大部分來自知名的電影、漫畫、小說及歌曲。
5. ↑  「優CD人気」《日經流通新聞》1994年3月24日版，第23面。
6. ↑  . GS美神Blu-ray的官方Twitter.   [2017-02-13]. （原始内容存档于2017-03-12） （日语）.

## 相關項目
- (有) 椎名百貨店（日语：(有) 椎名百貨店）－作者·椎名高志的短篇系列集
- 山本正之（日语：山本正之）－創作歌手、配音員，形象歌曲提供者。
- 大阿爾克那－單行本的扉頁插圖、電視動畫的過場動畫章節登場的塔羅牌角色。
- 太臟人氣王傳說（日语：太臓もて王サーガ）－漫畫家大亞門（日语：大亜門）的連載作品，曾在副標題中使用同名漫畫的名稱戲仿。

## 外部連結
- 椎名百貨店the web （页面存档备份，存于） （日語）－椎名高志的官方網站。
- (有)椎名百貨店THE WEB 完成原稿速報·部落格版（页面存档备份，存于） （日語）－椎名高志的官方個人部落格。
- GS美神極樂大作戰!! （日語）－小學館「Sunday名作博物館」官網。
- TOKYO MX動畫官網 （页面存档备份，存于） （日語）
- 東映動畫作品官網 （页面存档备份，存于） （日語）